# أنيسة مخلوف
أنيسة أحمد مخلوف (1930 - 6 فبراير 2016)، زوجة الرئيس السوري الأسبق حافظ الأسد. شغلت منصب السيدة الأولى في سوريا مُنذ عام 1971 حتى عام 2000. لديها خمسة أبناء أحدهم هو بشار الأسد، الرئيس السوري السابق مُنذ عام 2000 حتى الإطاحة به عام 2024.
وصفت مجلة ذي إيكونوميست أنيسة مخلوف بأنها «شخصية هائلة» داخل عائلة الأسد والحكومة البعثية. ولديها نفوذ كبيرة داخل الحكومة، وكانت واحدة من الأشخاص القلائل الذين كان بشار الأسد يستشيرهم بانتظام خلال الثورة السورية. ويُعتقد بأنها دعت ابنها بشار الأسد في بداية الثورة السورية إلى التعامل بقسوة مع المُظاهرات وقمعها بقوة.

## حياتها

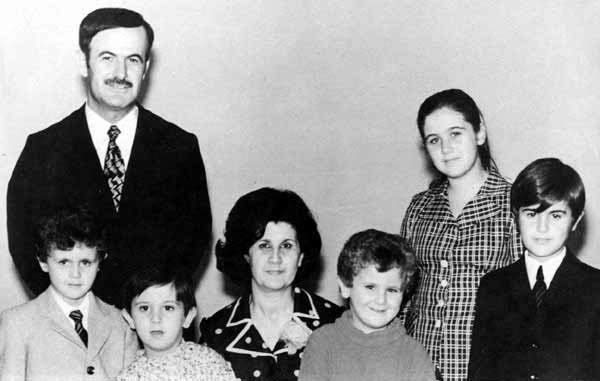
أنيسة مع زوجها حافظ وأولادهما في بداية السبعينيات.

ولدت أنيسة في اللاذقية في سوريا. عائلة آل مخلوف تُعتبر عائلة لها نفوذ في بستان الباشا، محافظة اللاذقية. لأنيسة شقيق وحيد هو محمد مخلوف وشقيقة وحيدة وهي فاطمة مخلوف.
رغم مُعارضة أبيها للزواج بسبب انتماء آل مخلوف للحزب السوري القومي الاجتماعي بينما ينتمي الأسد لحزب البعث العربي الاشتراكي، تزوجت من حافظ الأسد عندما كان ضابطًا في القوات الجوية العربية السورية في عام 1957. ارتفعت مكانة عائلة مخلوف وثروتها بسبب زواجها من حافظ الأسد. حصل أقارب أنيسة مخلوف على عقود مُربحة داخل قطاعات البنوك والنفط والاتصالات في البلاد. يُعتقد أن أحد أبناء شقيقها رامي مخلوف هو أغنى رجل في سوريا، حيثُ بلغت قيمه ثروته الصافية 5 مليارات دولار أمريكي، اعتبارًا من عام 2012.
بعد وفاة إبنها باسل الأسد في عام 1994، فضلت أنيسة مخلوف ابنها الأصغر والجنرال السوري ماهر الأسد خليفة مُحتمل لزوجها حافظ للرئاسة. لكن بدلاً من ذلك عاد بشار الأسد من لندن وانضم إلى الجيش، وخلف والده رئيسًا لسوريا في عام 2000.
في عام 2012، أثناء الحرب الأهلية في البلاد والهجمات التي شنتها الحكومة السورية على المتظاهرين، فُرضت عقوبات من قبل الاتحاد الأوروبي على أنيسة مخلوف وأفراد آخرين من عائلة الأسد.
شملت عقوبات الاتحاد الأوروبي حظرها من السفر وتجميد مُمتلكاتها. وقبل حظرها من السفر، أفادت التقارير أنها قامت برحلات مُتكررة إلى ألمانيا لتلقي علاجات طبية لمرض لم يُكشف عنه.

## حياتها الخاصة
تزوجت عام 1957 من حافظ الأسد الذي كان وقتها ضابطًا في القوات الجوية العربية السورية، أنجبت خمسة أبناء: 
1. بشرى (ولدت عام 1960)

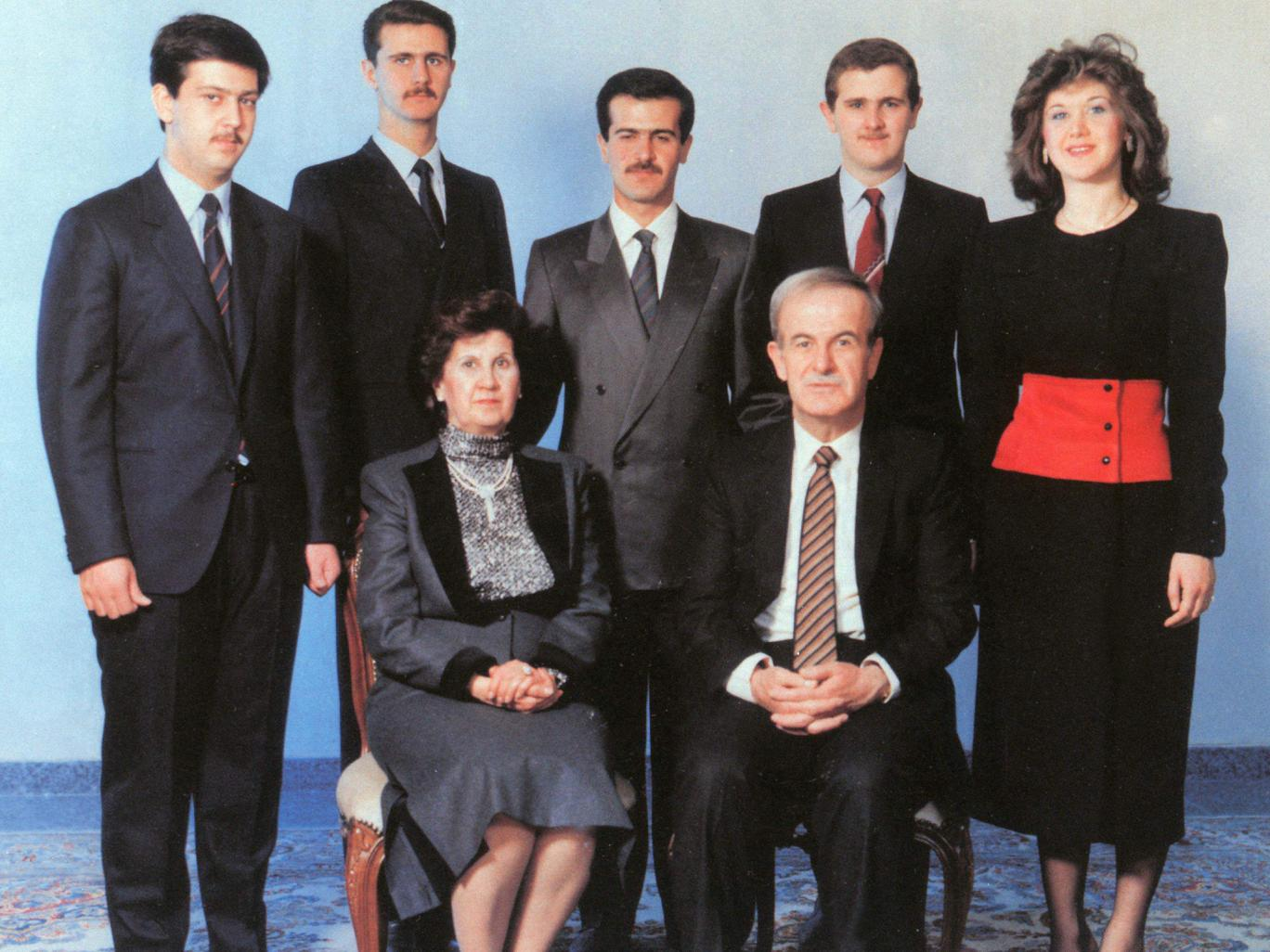
عائلة الأسد قبل عام 1994.

2. باسل (ولد عام 1962، تُوفي عام 1994)
3. بشار (ولد عام 1965)
4. ماهر (ولد عام 1967)
5. مجد (ولد عام 1970، تُوفي عام 2009)

## وفاتها
توفيت في 6 فبراير 2016 بعد صراع طويل مع المرض بمدينة دمشق في سوريا.